# Румпеси, Антигони
Антигони Румпеси (греч. Αντιγόνη Ρουμπέση; род. 19 июля 1983, Афины) — греческая ватерполистка, серебряный призёр Олимпийских игр 2004 года, чемпионка мира 2011 года.

## Биография
Антигони Румпеси родилась 19 июля 1983 года в Афинах.

### Спортивная карьера
Румпеси выступала за клуб «Вулиагмени». Свой первый гол в национальном чемпионате Антигони забила 29 мая 1994 года в возрасте 10 лет и 10 месяцев в матче между командами «Этникос Афины» и «Вулиагмени» (1-12) и вместе со своей командой стала чемпионкой Греции 1994 года. Она является самой молодой спортсменкой Греции, забившей гол в женском чемпионате Высшей лиги Греции. В 1997 году Румпеси снова становится чемпионкой Греции с клубом «Вулиагмени».
Первую золотую награду на международном уровне Румпеси взяла на чемпионате мира среди юниоров 1997 года в Праге. Также золото выигрывает на чемпионатах Европы среди юниоров в 2001 году в Манчестере и в 2002 году в Лоле.
В сезоне 1999/2000 с «Вулиагмени» доходит до финала евролиги LEN, но в финале команда уступила итальянскому клубу. В 2003 году с «Вулиагмени» Антигони выигрывает LEN Trophy, а потом в третий раз становится чемпионкой Греции.
На Олимпийских играх 2004 года в Афинах становится серебряной медалисткой.
В 2005 году становится победителем Мировой женской лиги. В финале, прошедшем в Киришах, команда Греции обыграла Россию со счётом 13-10.
В 2005, 2006 и 2007 году снова становится чемпионкой Греции с командой «Вулиагмени».
На Олимпиаде 2008 года в Пекине в составе греческой сборной занимает 8 место.
В 2011 году становится чемпионкой мира в Шанхае.
За свою карьеру с 1994 по 2015 года забила 550 голов. В 2008 году стала лучшим бомбардиром среди греческих ватерполисток, забив 53 гола.

### Карьера тренера
Тренерскую карьеру Антигони Румпеси начала в феврале 2020 года, войдя в тренерский штаб женской национальной сборной Греции. В июле 2021 года она закончила сотрудничество с национальной сборной и присоединилась к техническому штабу команды «Этникос Пирей». В феврале 2022 года Румпеси была повышена до должности главного тренера, и под её руководством женская команда «Этникос» выиграла LEN Trophy сезона 2021/2022. Летом 2022 года Румпеси покинула должность главного тренера «Этникоса».

### Личная жизнь
В 2023 году она вышла замуж за Никифороса Клапсиса (греч. Νικηφόρος Κλάψης). 